# Vallon-en-Sully
 Vallon-en-Sully  là một xã ở tỉnh Allier thuộc miền trung nước Pháp.